# 2018-as Formula–1 bahreini nagydíj
A bahreini nagydíj volt a 2018-as Formula–1 világbajnokság második futama, amelyet 2018. április 6. és április 8. között rendeztek meg a Bahrain International Circuit versenypályán, Szahírban.

## Választható keverékek
| Abroncs            | Friss | Használt |
| ------------------ | ----- | -------- |
| Közepes keverék    |       |          |
| Lágy keverék       |       |          |
| Szuperlágy keverék |       |          |
| Átmeneti esőgumi   |       |          |
| Teljes esőgumi     |       |          |

## Szabadedzések

### Első szabadedzés
A bahreini nagydíj első szabadedzését április 6-án, pénteken délután tartották.
| helyezés | versenyző         | csapat/motor         | elért idő  | különbség | futott kör |
| -------- | ----------------- | -------------------- | ---------- | --------- | ---------- |
| 1        | Daniel Ricciardo  | Red Bull-TAG Heuer   | 1:31,060   | −         | 14         |
| 2        | Valtteri Bottas   | Mercedes             | 1:31,364   | +0,304    | 24         |
| 3        | Kimi Räikkönen    | Ferrari              | 1:31,458   | +0,398    | 18         |
| 4        | Sebastian Vettel  | Ferrari              | 1:31,470   | +0,410    | 17         |
| 5        | Lewis Hamilton    | Mercedes             | 1:32,272   | +1,212    | 21         |
| 6        | Romain Grosjean   | Haas-Ferrari         | 1:32,516   | +1,456    | 23         |
| 7        | Pierre Gasly      | Toro Rosso-Honda     | 1:32,779   | +1,719    | 26         |
| 8        | Carlos Sainz Jr.  | Renault              | 1:32,885   | +1,825    | 21         |
| 9        | Kevin Magnussen   | Haas-Ferrari         | 1:32,971   | +1,911    | 19         |
| 10       | Nico Hülkenberg   | Renault              | 1:33,104   | +2,044    | 18         |
| 11       | Fernando Alonso   | McLaren-Renault      | 1:33,223   | +2,163    | 24         |
| 12       | Charles Leclerc   | Sauber-Ferrari       | 1:33,278   | +2,218    | 20         |
| 13       | Stoffel Vandoorne | McLaren-Renault      | 1:33,364   | +2,304    | 25         |
| 14       | Lance Stroll      | Williams-Mercedes    | 1:33,379   | +2,319    | 22         |
| 15       | Szergej Szirotkin | Williams-Mercedes    | 1:33,467   | +2,407    | 29         |
| 16       | Brendon Hartley   | Toro Rosso-Honda     | 1:33,497   | +2,437    | 27         |
| 17       | Marcus Ericsson   | Sauber-Ferrari       | 1:33,508   | +2,448    | 22         |
| 18       | Sergio Pérez      | Force India-Mercedes | 1:33,662   | +2,602    | 26         |
| 19       | Esteban Ocon      | Force India-Mercedes | 1:33,794   | +2,734    | 23         |
| 20       | Max Verstappen    | Red Bull-TAG Heuer   | idő nélkül | –         | 2          |

### Második szabadedzés
A bahreini nagydíj második szabadedzését április 6-án, pénteken este tartották.
| helyezés | versenyző         | csapat/motor         | elért idő | különbség | futott kör |
| -------- | ----------------- | -------------------- | --------- | --------- | ---------- |
| 1        | Kimi Räikkönen    | Ferrari              | 1:29,817  | −         | 32         |
| 2        | Sebastian Vettel  | Ferrari              | 1:29,828  | +0,011    | 37         |
| 3        | Valtteri Bottas   | Mercedes             | 1:30,380  | +0,563    | 31         |
| 4        | Lewis Hamilton    | Mercedes             | 1:30,472  | +0,655    | 32         |
| 5        | Max Verstappen    | Red Bull-TAG Heuer   | 1:30,745  | +0,928    | 32         |
| 6        | Daniel Ricciardo  | Red Bull-TAG Heuer   | 1:30,751  | +0,934    | 31         |
| 7        | Nico Hülkenberg   | Renault              | 1:31,220  | +1,403    | 34         |
| 8        | Pierre Gasly      | Toro Rosso-Honda     | 1:31,232  | +1,415    | 38         |
| 9        | Fernando Alonso   | McLaren-Renault      | 1:31,282  | +1,465    | 29         |
| 10       | Stoffel Vandoorne | McLaren-Renault      | 1:31,422  | +1,605    | 35         |
| 11       | Romain Grosjean   | Haas-Ferrari         | 1:31,591  | +1,774    | 33         |
| 12       | Carlos Sainz Jr.  | Renault              | 1:31,601  | +1,784    | 34         |
| 13       | Esteban Ocon      | Force India-Mercedes | 1:31,809  | +1,992    | 31         |
| 14       | Sergio Pérez      | Force India-Mercedes | 1:31,868  | +2,051    | 34         |
| 15       | Kevin Magnussen   | Haas-Ferrari         | 1:31,969  | +2,152    | 35         |
| 16       | Charles Leclerc   | Sauber-Ferrari       | 1:32,372  | +2,555    | 37         |
| 17       | Lance Stroll      | Williams-Mercedes    | 1:32,382  | +2,565    | 30         |
| 18       | Szergej Szirotkin | Williams-Mercedes    | 1:32,474  | +2,657    | 37         |
| 19       | Marcus Ericsson   | Sauber-Ferrari       | 1:32,733  | +2,916    | 32         |
| 20       | Brendon Hartley   | Toro Rosso-Honda     | 1:32,908  | +3,091    | 38         |

### Harmadik szabadedzés
A bahreini nagydíj harmadik szabadedzését április 7-én, szombaton délután tartották.
| helyezés | versenyző         | csapat/motor         | elért idő | különbség | futott kör |
| -------- | ----------------- | -------------------- | --------- | --------- | ---------- |
| 1        | Kimi Räikkönen    | Ferrari              | 1:29,868  | −         | 15         |
| 2        | Max Verstappen    | Red Bull-TAG Heuer   | 1:30,393  | +0,525    | 8          |
| 3        | Daniel Ricciardo  | Red Bull-TAG Heuer   | 1:30,452  | +0,584    | 8          |
| 4        | Lewis Hamilton    | Mercedes             | 1:30,691  | +0,823    | 14         |
| 5        | Sebastian Vettel  | Ferrari              | 1:30,719  | +0,851    | 8          |
| 6        | Valtteri Bottas   | Mercedes             | 1:30,781  | +0,913    | 16         |
| 7        | Nico Hülkenberg   | Renault              | 1:31,144  | +1,276    | 11         |
| 8        | Carlos Sainz Jr.  | Renault              | 1:31,200  | +1,332    | 12         |
| 9        | Pierre Gasly      | Toro Rosso-Honda     | 1:31,438  | +1,570    | 18         |
| 10       | Fernando Alonso   | McLaren-Renault      | 1:31,445  | +1,577    | 13         |
| 11       | Brendon Hartley   | Toro Rosso-Honda     | 1:31,460  | +1,592    | 18         |
| 12       | Romain Grosjean   | Haas-Ferrari         | 1:31,513  | +1,645    | 14         |
| 13       | Esteban Ocon      | Force India-Mercedes | 1:31,554  | +1,686    | 17         |
| 14       | Sergio Pérez      | Force India-Mercedes | 1:31,564  | +1,696    | 14         |
| 15       | Kevin Magnussen   | Haas-Ferrari         | 1:31,737  | +1,869    | 14         |
| 16       | Marcus Ericsson   | Sauber-Ferrari       | 1:31,859  | +1,991    | 17         |
| 17       | Stoffel Vandoorne | McLaren-Renault      | 1:31,860  | +1,992    | 14         |
| 18       | Charles Leclerc   | Sauber-Ferrari       | 1:32,047  | +2,179    | 19         |
| 19       | Szergej Szirotkin | Williams-Mercedes    | 1:32,463  | +2,595    | 11         |
| 20       | Lance Stroll      | Williams-Mercedes    | 1:32,865  | +2,997    | 12         |

## Időmérő edzés
A bahreini nagydíj időmérő edzését április 7-én, szombaton este futották.
| helyezés              | rajtszám | versenyző         | csapat/motor         | 1. rész     | 2. rész       | 3. rész  | rajthely | futott kör |
| --------------------- | -------- | ----------------- | -------------------- | ----------- | ------------- | -------- | -------- | ---------- |
| 1                     | 5        | Sebastian Vettel  | Ferrari              | 1:29,060    | 1:28,341      | 1:27,958 | 1        | 13         |
| 2                     | 7        | Kimi Räikkönen    | Ferrari              | 1:28,951    | 1:28,515      | 1:28,101 | 2        | 13         |
| 3                     | 77       | Valtteri Bottas   | Mercedes             | 1:29,275    | 1:28,794      | 1:28,124 | 3        | 16         |
| 4                     | 44       | Lewis Hamilton    | Mercedes             | 1:29,396    | 1:28,458      | 1:28,220 | 9[1]     | 16         |
| 5                     | 3        | Daniel Ricciardo  | Red Bull-TAG Heuer   | 1:29,552    | 1:28,962      | 1:28,398 | 4        | 12         |
| 6                     | 10       | Pierre Gasly      | Toro Rosso-Honda     | 1:30,121    | 1:29,836      | 1:29,329 | 5        | 18         |
| 7                     | 20       | Kevin Magnussen   | Haas-Ferrari         | 1:29,594    | 1:29,623      | 1:29,358 | 6        | 16         |
| 8                     | 27       | Nico Hülkenberg   | Renault              | 1:30,260    | 1:29,187      | 1:29,570 | 7        | 15         |
| 9                     | 31       | Esteban Ocon      | Force India-Mercedes | 1:30,338    | 1:30,009      | 1:29,874 | 8        | 16         |
| 10                    | 55       | Carlos Sainz Jr.  | Renault              | 1:29,893    | 1:29,802      | 1:29,986 | 10       | 18         |
| 11                    | 28       | Brendon Hartley   | Toro Rosso-Honda     | 1:30,412    | 1:30,105      |          | 11       | 15         |
| 12                    | 11       | Sergio Pérez      | Force India-Mercedes | 1:30,218    | 1:30,156      |          | 12       | 11         |
| 13                    | 14       | Fernando Alonso   | McLaren-Renault      | 1:30,530[2] | 1:30,212      |          | 13       | 12         |
| 14                    | 2        | Stoffel Vandoorne | McLaren-Renault      | 1:30,479    | 1:30,525      |          | 14       | 12         |
| 15                    | 33       | Max Verstappen    | Red Bull-TAG Heuer   | 1:29,374    | idő nélkül[3] |          | 15       | 4          |
| 16                    | 8        | Romain Grosjean   | Haas-Ferrari         | 1:30,530[2] |               |          | 16       | 7          |
| 17                    | 9        | Marcus Ericsson   | Sauber-Ferrari       | 1:31,063    |               |          | 17       | 9          |
| 18                    | 35       | Szergej Szirotkin | Williams-Mercedes    | 1:31,414    |               |          | 18       | 8          |
| 19                    | 16       | Charles Leclerc   | Sauber-Ferrari       | 1:31,420    |               |          | 19       | 8          |
| 20                    | 18       | Lance Stroll      | Williams-Mercedes    | 1:31,503    |               |          | 20       | 8          |
| 107%-os idő: 1:35,177 |          |                   |                      |             |               |          |          |            |

Megjegyzés:
- ↑ 1:  — Lewis Hamilton autójában a pénteki edzésnapot követően sebességváltót cseréltek, ezért 5 rajthelyes büntetést kapott a futamra.[3]
- ↑ 2:  — A Q1 végén Fernando Alonso és Romain Grosjean ezredmásodpercre azonos időt autóztak, Alonso azonban hamarabb futotta meg a körét, így ő jutott tovább a Q2-be.[4]
- ↑ 3:  — Max Verstappen a Q1-ben összetörte az autóját, így addig elért időeredményével bejutott ugyan a Q2-be, ám ott nem tudott mért kört megtenni.

## Futam
A bahreini nagydíj futama április 8-án, vasárnap este rajtolt.
| helyezés | rajtszám | versenyző         | csapat/motor         | futott kör | idő/kiesés oka | rajthely | abroncs | pont |
| -------- | -------- | ----------------- | -------------------- | ---------- | -------------- | -------- | ------- | ---- |
| 1        | 5        | Sebastian Vettel  | Ferrari              | 57         | 1:32:01,940    | 1        |         | 25   |
| 2        | 77       | Valtteri Bottas   | Mercedes             | 57         | +0,699         | 3        |         | 18   |
| 3        | 44       | Lewis Hamilton    | Mercedes             | 57         | +6,512         | 9        |         | 15   |
| 4        | 10       | Pierre Gasly      | Toro Rosso-Honda     | 57         | +1:02,234      | 5        |         | 12   |
| 5        | 20       | Kevin Magnussen   | Haas-Ferrari         | 57         | +1:15,046      | 6        |         | 10   |
| 6        | 27       | Nico Hülkenberg   | Renault              | 57         | +1:39,024      | 7        |         | 8    |
| 7        | 14       | Fernando Alonso   | McLaren-Renault      | 56         | +1 kör         | 13       |         | 6    |
| 8        | 2        | Stoffel Vandoorne | McLaren-Renault      | 56         | +1 kör         | 14       |         | 4    |
| 9        | 9        | Marcus Ericsson   | Sauber-Ferrari       | 56         | +1 kör         | 17       |         | 2    |
| 10       | 31       | Esteban Ocon      | Force India-Mercedes | 56         | +1 kör         | 8        |         | 1    |
| 11       | 55       | Carlos Sainz Jr.  | Renault              | 56         | +1 kör         | 10       |         |      |
| 12       | 16       | Charles Leclerc   | Sauber-Ferrari       | 56         | +1 kör         | 19       |         |      |
| 13       | 8        | Romain Grosjean   | Haas-Ferrari         | 56         | +1 kör         | 16       |         |      |
| 14       | 18       | Lance Stroll      | Williams-Mercedes    | 56         | +1 kör         | 20       |         |      |
| 15       | 35       | Szergej Szirotkin | Williams-Mercedes    | 56         | +1 kör         | 18       |         |      |
| 16[1]    | 11       | Sergio Pérez      | Force India-Mercedes | 56         | +1 kör         | 12       |         |      |
| 17[2]    | 28       | Brendon Hartley   | Toro Rosso-Honda     | 56         | +1 kör         | 11       |         |      |
| ki       | 7        | Kimi Räikkönen    | Ferrari              | 35         | kerék          | 2        |         |      |
| ki       | 33       | Max Verstappen    | Red Bull-TAG Heuer   | 3          | erőátvitel     | 15       |         |      |
| ki       | 3        | Daniel Ricciardo  | Red Bull-TAG Heuer   | 1          | elektronika    | 4        |         |      |

Megjegyzés:
- ↑ 1:  — Sergio Pérez eredetileg a 12. helyen ért célba, ám a verseny után 30 másodperces időbüntetést kapott, mert a felvezető körön előzött, ezzel visszacsúszott a 16. helyre.
- ↑ 2:  — Brendon Hartley eredetileg a 13. helyen ért célba, ám a verseny után 30 másodperces időbüntetést kapott, mert nem vette vissza a pozícióját a felvezető körön, a biztonsági autó vonala előtt, ezért a boxutcából kellett volna rajtolnia. Hartley ezzel visszaesett a 17. helyre.[6]

## A világbajnokság állása a verseny után
| H   | Versenyzők       | Pont | H   | Konstruktőrök        | Pont |
| --- | ---------------- | ---- | --- | -------------------- | ---- |
| 1.  | Sebastian Vettel | 50   | 1.  | Ferrari              | 65   |
| 2.  | Lewis Hamilton   | 33   | 2.  | Mercedes             | 55   |
| 3.  | Valtteri Bottas  | 22   | 3.  | McLaren-Renault      | 22   |
| 4.  | Fernando Alonso  | 16   | 4.  | Red Bull-TAG Heuer   | 20   |
| 5.  | Kimi Räikkönen   | 15   | 5.  | Renault              | 15   |
| 6.  | Nico Hülkenberg  | 14   | 6.  | Toro Rosso-Honda     | 12   |
| 7.  | Daniel Ricciardo | 12   | 7.  | Haas-Ferrari         | 10   |
| 8.  | Pierre Gasly     | 12   | 8.  | Sauber-Ferrari       | 2    |
| 9.  | Kevin Magnussen  | 10   | 9.  | Force India-Mercedes | 1    |
| 10. | Max Verstappen   | 8    | 10. | Williams-Mercedes    | 0    |

(A teljes táblázat)

## Statisztikák
- Vezető helyen:
  - Sebastian Vettel: 49 kör (1-17 és 26-57)
  - Valtteri Bottas: 3 kör (18-20)
  - Lewis Hamilton: 5 kör (21-25)
- Sebastian Vettel 51. pole-pozíciója és 49. futamgyőzelme.
- Valtteri Bottas 4. versenyben futott leggyorsabb köre.
- A Ferrari 232. futamgyőzelme.
- Sebastian Vettel 101., Valtteri Bottas 23., Lewis Hamilton 119. dobogós helyezése.
- Sebastian Vettel 200. nagydíjrajtja.[4]